# Diamante Fondo Patti
Il Diamante Fondo Patti è lo stadio di baseball di Palermo.

## Storia
In assenza di pubblicazioni disponibili sull'argomento, la tradizione vuole che il baseball (sia hardball che softball) sia stato introdotto a Palermo nella seconda metà degli anni 1950 attraverso un'interazione, rivelatasi molto costruttiva, tra i marinai della US Navy, che in quegli anni costituivano una presenza quasi costante nel porto della città, ed alcuni ragazzi del luogo, incuriositi dallo strano e complesso sport. Sicuramente negli anni 1960 a Palermo doveva essere presente almeno una squadra, la "Ercta - 1960", ed è proprio in quegli anni che gli istruttori attivi tra la fine degli anni 1980 ed i primi anni 1990, presso la Scuola Media Statale G. Garibaldi di Palermo, sono stati formati in questo sport. Sembra che il picco più alto di interesse per il baseball a Palermo si sia avuto negli anni settanta, sulla scorta del successo che questo sport aveva avuto nell'isola di Ustica. Sia il baseball (hardball) che il softball venivano allora praticati presso il "Campo Castelnuovo" situato nel Parco della Favorita, nello spazio ove oggi sorge il Campo Nomadi. Si trattava di un semplice diamante senza tribune, tuttavia provvisto di un'alta recinzione e di dugout. Quando il campo fu usato in occasione dei Giochi della Gioventù del 1990, esso versava in uno stato di semi-abbandono. Informalmente questo sport veniva anche praticato in diamanti improvvisati presso la Villa Gallidoro, sede della Scuola Media Statale G. Garibaldi, che tra gli anni 1980 e 1990 aveva una squadra maschile di baseball ed una femminile di softball.
Il campo di Fondo Patti venne edificato nel 1997 in occasione delle Universiadi e dei successivi Campionati Mondiali di Baseball XXXIII World Cup, del 1998. Prende il nome dall'area nella quale è edificato "Fondo Patti", ed è sito di fianco al Palasport che porta lo stesso nome, nel quartiere Partanna Mondello. All'inaugurazione prese parte la cantante americana Liza Minnelli.
L'impianto si estende su un'area di circa 10.000 mq, è dotato di una tribuna semicoperta e di oltre 2.000 posti a sedere, spogliatoi e locali per le squadre e vanta il più grande tabellone luminoso e il più imponente sistema di illuminazione d'Italia .
Tuttavia, già ad otto mesi dall'inaugurazione fu segnalata la necessità di alcuni importanti interventi manutentivi. Dal 2014, a causa di gravi problemi di manutenzione, non è stato più utilizzato. 
Nell'aprile 2014 il Comune di Palermo, proprietario dell'impianto, annunciava lavori di restauro e di sostituzione del prato in erba con uno di tipo sintetico, mai partiti. Nell'agosto del 2016 veniva annunciato un piano di recupero per gli impianti sportivi della città, tra cui il Diamante di Fondo Patti.
Attualmente (agosto 2021), l'impianto, oggetto di numerosi atti di vandalismo e di saccheggio, versa in un estremo stato di degrado e viene usato come rifugio da persone senza fissa dimora .

## Utilizzo
Dopo le Universiadi e i mondiali di baseball l'impianto è stato poco utilizzato.
Nel 2010 i Catania Warriors hanno raggiunto un accordo con la città di Palermo per disputare le gare interne della Italian Baseball League sul Diamante Fondo Patti.
Nel 2012 il campo è usato anche per le partite casalinghe dei Cardinals Palermo, che militano nel Campionato italiano di Football a 9.
Il campo non è stato più utilizzato a partire dal 2014. Sul sito web dell'Ufficio Sport ed Impianti Sportivi l'impianto viene classificato come "chiuso"  .